# 烏魯貝多德
烏魯貝多德（法語：Ouroubé Douddé），是馬里的城鎮，位於該國中部，由莫普提區的莫普提省負責管轄，面積279平方公里，海拔高度269米，2009年人口12,211，人口密度每平方公里44人。